# Hoheit lassen bitten
Hoheit lassen bitten ist eine deutsche Verwechslungskomödie von Paul Verhoeven aus dem Jahr 1954. Die Hauptrollen sind besetzt mit Hans Söhnker, Friedl Loor und Anne-Marie Blanc. 
Das musikalische Lustspiel basiert auf einer Operette von Walter Kollo, Idee und Manuskript: Erich Ebermayer und Peer Baedeker.

## Handlung
Großherzogin Christine lässt auf Anraten Graf Rosen-Bückburg von der Gästeliste für eine Denkmalseinweihung streichen, da er nicht mehr comme il faut sei. Tatsächlich ist der Graf, der als Luftikus gilt, in finanziellen Schwierigkeiten. Seine Schwester Mathilde ist der Meinung, er solle das von ihm betriebene Gestüt aufgeben, da es zu viel Geld verschlinge. Der Graf ist jedoch anderer Ansicht und davon überzeugt, dass sein Gestüt sich bald von selbst trage. Als jedoch durchsickert, dass Rosen-Bückburg von der Gästeliste gestrichen wurde, werden seine Gläubiger unruhig, was letztendlich zu einer Pfändung führt. Diese Maßnahme führt dazu, dass der Graf nun doch über eine Veräußerung seines Gestüts nachdenkt. Zugleich fasst er den Entschluss mit der überaus beliebten Sängerin Charlotte Sanden, in die er ernsthaft verliebt ist, Schluss zu machen, da er glaubt, ihr nicht zumuten zu können, ihr Leben an der Seite eines Habenichtses zu verbringen. Ohne eine Erklärung wendet er sich von der Sängerin ab.
Ein Zufall will es, dass Charlottes Faktotum Rosa davon erfährt, wie es wirklich um den Grafen steht und dies Charlotte erzählt, die blitzschnell die richtigen Schlüsse zieht und glücklich zur Kenntnis nimmt. Nur wenig später meldet sich das Büro des Hofmarschalls beim Grafen und seiner Schwester und kündigt die Ankunft der Großherzogin Christine auf Gut Rosen-Bückburg an mit dem Hinweis, dieser Besuch erfolge inkognito. Gewollt erfahren die Gläubiger des Grafen davon und drehen ihr Fähnchen nun wieder in die andere Richtung.  
Trotz des großen Bahnhofs, der zur Begrüßung veranstaltet wird, erkennt Rosen-Bückburg in der angeblichen Großherzogin seine Charlotte. Sie beschwört ihn, sich nicht zu wundern, sondern das Spiel mitzuspielen. Ihr Auftreten ist so formvollendet, dass man ihr auch aufgrund ihrer frappierenden Ähnlichkeit mit der echten Großherzogin die Rolle abnimmt. Der abendliche Ball wird ein voller Erfolg. Davon, dass man dem Baron seine Schulden nicht mehr stunden wolle, ist absolut nicht mehr die Rede, ganz im Gegenteil.
Leutnant von Wörth, der die Tochter des Landrats heiraten will und der echten Großherzogin als Adjutant vorgeschlagen worden war, bemerkt, dass auf Rosas Fächer „Eigentum des Metropol Theaters“ steht. Charlotte versucht ihm den Sachverhalt zu erklären, woraufhin Wörth sich entscheidet, das Spiel mitzuspielen. Er meint, schließlich liege ganz Berlin derzeit einer Frau zu Füßen, die in der Operette „Hoheit lassen bitten“, das Lied „Du bist die Königin“ singe, das doch sehr geeignet wäre, der Großherzogin zu danken. Zur selben Zeit unterzeichnen die anwesenden wichtigen Herren neue Verträge mit Graf Rosen-Bückburg. 
Am folgenden Tag reist die Großherzogin respektive Charlotte wieder ab, während Graf Rosen-Bückburg mit der echten Großherzogin sprechen und ihr alles beichten will. Durch einen dummen Zufall werden die Gläubiger jedoch vorzeitig gewahr, dass sie einer Hochstaplerin aufgesessen sind und reagieren nervös. Und dann ergeht auch noch der Befehl, die „Hochstaplerin“ festzunehmen. Dabei kommt es jedoch zu einem Missverständnis hinsichtlich der Identität der echten Großherzogin, die sich auf dem Weg zur Denkmalseinweihung befindet, und verdächtigt wird, eine Hochstaplerin zu sein, während Charlotte den wartenden Menschen als echte Großherzogin präsentiert wird. 
Tatsächlich kommt es dazu, dass man die echte Großherzogin zusammen mit ihrer Zofe in eine Zelle sperrt, während Charlotte das Denkmal einweiht. Graf Rosen-Bückburg nimmt die Gelegenheit wahr Großherzogin Christine aufzuklären, die sodann ein Gespräch mit Charlotte führt. Ihr Urteil lautet: Der Graf werde seine Freiheit verlieren, und das lebenslänglich, und Charlotte müsse ihn bewachen. Auf die Frage, ob sie Einspruch einlegen wolle, antwortet Charlotte: „Nein, Königliche Hoheit.“ Auf die an Graf Rosen-Bückburg gerichtete Frage, was er dazu sage, kommt die schnelle Bekundung: „Als getreuer Untertan werde ich selbstverständlich gehorchen.“

## Produktion

### Produktionsnotizen
Der Film wurde hergestellt in den Ateliers der Bavaria Filmkunst München-Geiselgasteig, die Außenaufnahmen entstanden in Bad Wimpfen am Neckar. Produktionsfirma war die Fama F.A. Mainz Film GmbH (Hamburg). Die Produktionsleitung oblag Greta Oexle, die Aufnahmeleitung Kurt Paetz und Hans Joachim Sommer. Für Kostüme und Farbberatung zeichnete Kurt Hallegger verantwortlich, für die Bauten Franz Bi und Bruno Monden. Es spielt das Orchester Kurt Graunke, Musikalische Leitung: Gert Wilden. Der Weltvertrieb des Films fand über die Omnia Deutsche Film-Export GmbH München statt.  

### Filmmusik
Erschienen im Tempoton Verlag Hans Sikorski Hamburg, Text und Musik: Willi Kollo
- Irgendwann an irgendeinem Tag ~ Lied und Slowfox
- Wenn man liebt ist immer Sonntag ~ Foxtrott
- Du bist die Königin ~ Lied und langsamer Foxtrott
- Weil Du der erste bist ~ Ländler
- Kind, ich schlaf ja so schlecht…

### Prüfung, Veröffentlichung
Der Film wurde am 17. September 1954 unter der Nr. 08500 einer FSK-Prüfung unterzogen und ab 6 Jahren freigegeben mit dem Zusatz „nicht feiertagsfrei“. Uraufgeführt wurde er am 14. Oktober 1954 im Aegi in Hannover. Veröffentlicht wurde er zudem am 8. Juni 1956 in Finnland unter dem Titel Valeherttuatar und in Dänemark am 13. Juni 1958 unter dem Titel „Hendes Højhed morer sig“.

## Kritik
Die Filmzeitschrift Cinema tat den Film mit den Worten ab: „Seichtes vom singenden Kleinadel.“
TV.de hingegen sprach von einer „beschwingte[n] Verwechslungskomödie“.
Ähnlicher Ansicht war auch der Filmdienst, der befand: „Ein geschickt aufgebautes leichtes Lustspiel mit unaufdringlichen Operettenmusikeinlagen und ironischen Spitzen gegen höfische Torheit und menschliche Unzulänglichkeiten.“